# パトリオット・ゲーム
『パトリオット・ゲーム』（Patriot Games）は、1992年のアメリカ合衆国のアクション映画。
監督はフィリップ・ノイス、出演はハリソン・フォードとアン・アーチャーなど。
原作はトム・クランシーの小説『愛国者のゲーム』。主人公のジャック・ライアンが活躍する、『ジャック・ライアン・シリーズ』作品の1つにあたり、1990年に映画化された『レッド・オクトーバーを追え!』の続編となる。

## ストーリー
CIA分析官を辞職し、アメリカ海軍兵学校の教官となったジャック・ライアンは講演の仕事を兼ねて、妻と娘の3人でロンドンに来ていた。
ジャック・ライアンが仕事を終えて、家族との待ち合わせ場所である都心の広場に着いた時、車で通りかかったイギリス王室のホームズ卿が、IRAの分派である過激派グループに襲撃される。持ち前の正義感から襲撃現場に丸腰で飛び込んだライアンは、襲撃グループの一員であるショーンを昏倒させ、奪った銃で彼の弟を射殺して、左肩を撃たれる重傷を負いながらもホームズ卿一家を救った。
逮捕されたショーンは、裁判の場でライアンに憎悪をあらわにする。そして刑務所への護送中に警察内の密告者の協力を受けて脱走し、弟の復讐に燃えてライアンに狙いを定めた。過激派はライアン一家を追ってアメリカに渡り、兵学校から出て帰宅しようとしたライアンを襲うも失敗。娘を迎えに行っていた妻も運転中にショーン達に襲われて衝突事故を余儀なくされ、娘は脾臓を失う重傷を負った。
ライアンは家族を守るべく、CIAに復帰。偵察衛星と持ち前の記憶力を駆使して、過激派がいるとされる北アフリカの軍事キャンプをいくつか洗い出した。そしてIRAの在米スポークスマンに圧力をかけて過激派メンバーの情報を得て、ショーンたちのいるキャンプを特定する。そして特殊部隊による急襲でキャンプは壊滅したが、ショーンたちメンバーの死の確認は手間取っていた。
イギリス王室からナイトの称号を授かったライアンは、娘の退院祝いの日に叙勲されることになり、英国大使館へ出向く代わりに自宅へホームズ卿を招いた。そのパーティーの最中に、ライアン家を襲う過激派たち。ショーンは生きていたのだ。自分を囮にして船で沖へ出たライアンは、追って来たショーンと対決し、その息の根を止めるのだった。

## キャスト
ジャック・ライアン
演 - ハリソン・フォード
CIA分析官。元少尉で現在は海軍兵学校の歴史学教官だったが、作中でCIAの情報分析アナリストに復帰する。
キャシー・ライアン
演 - アン・アーチャー
ジャックの妻。ジョンズ・ホプキンス大学の有能な眼科医。第二子を妊娠している。気丈な性格の持ち主。
ジェームズ・グリーア提督
演 - ジェームズ・アール・ジョーンズ
CIA副長官。ライアンの上司。
ショーン・ミラー
演 - ショーン・ビーン
IRAのテロリスト。仲間と共にホームズ卿一家を襲撃したが、ライアンに妨害され失敗、さらに弟をライアンに射殺された事から彼への復讐を企み、脱走して行動を開始する。
ケビン・オドンネル
演 - パトリック・バーギン
IRAテロリスト達のリーダー格。ミラー兄弟の相談役でもあった。
パディ・オニール
演 - リチャード・ハリス
IRAの金庫番にしてスポークスマン。
アネット
演 - ポリー・ウォーカー
IRAのテロリスト。アイルランド人ではなくイギリス人。美貌で色仕掛けも武器にする。
ホームズ卿
演 - ジェームズ・フォックス
イギリス王室の一員で、北アイルランド担当国務長官を務める。ショーン達に襲撃された所をライアンに救出される。
ハイランド警部補
演 - デヴィッド・スレルフォール
ショーン達を逮捕したが、刑務所への護送中にケビン等に襲われ殺される。
サリー・ライアン
演 - ソーラ・バーチ
幼稚園に通うジャックの娘。ショーンの襲撃で重傷を負わされる。
ロビー
演 - サミュエル・L・ジャクソン
海軍兵学校教官の海軍少佐。本職は戦闘機パイロット。
ジェフリー・ワトキンズ
演 - ヒュー・フレイザー
ホームズ卿の秘書。正体はケビンの仲間。
マーティ・カンター
演 - J・E・フリーマン
CIA幹部。ジェームズの部下。

## スタッフ
- 監督：フィリップ・ノイス
- 製作：メイス・ニューフェルド、ロバート・レーメ（英語版）
- 製作総指揮：チャールズ・H・マグアイヤー
- 原作：トム・クランシー（『愛国者のゲーム』より）
- 脚本：W・ピーター・イリフ、ドナルド・スチュワート（英語版）
- 撮影：ドナルド・マカルパイン
- 音楽：ジェームズ・ホーナー

## 日本語吹替
| 役名                     | 俳優                                     | 日本語吹替                            | 日本語吹替                                                            | 日本語吹替                                                                   |
| 役名                     | 俳優                                     | ソフト版                              | フジテレビ版                                                          | テレビ朝日版                                                                 |
| ------------------------ | ---------------------------------------- | ------------------------------------- | --------------------------------------------------------------------- | ---------------------------------------------------------------------------- |
| ジャック・ライアン       | ハリソン・フォード                       | 菅生隆之                              | 羽佐間道夫                                                            | 磯部勉                                                                       |
| キャシー・ライアン       | アン・アーチャー                         | 弥永和子                              | 一柳みる                                                              | 弥永和子                                                                     |
| サリー・ライアン         | ソーラ・バーチ                           | こおろぎさとみ                        | 藤枝成子                                                              | 川田妙子                                                                     |
| ホームズ卿               | ジェームズ・フォックス                   | 岡部政明                              | 松岡文雄                                                              | 小島敏彦                                                                     |
| ショーン・ミラー         | ショーン・ビーン                         | 大塚明夫                              | 金尾哲夫                                                              | 菅生隆之                                                                     |
| ケビン・オドンネル       | パトリック・バーギン                     | 玄田哲章                              | 玄田哲章                                                              | 原康義                                                                       |
| ジェームズ・グリーア提督 | ジェームズ・アール・ジョーンズ           | 今西正男                              | 富田耕生                                                              | 藤本譲                                                                       |
| パディ・オニール         | リチャード・ハリス                       | 寺島幹夫                              | 納谷悟朗                                                              | 小林勝彦                                                                     |
| アネット                 | ポリー・ウォーカー                       | 田中敦子                              | 榊原良子                                                              | 唐沢潤                                                                       |
| ハイランド警部補         | デヴィッド・スレルフォール               | 金尾哲夫                              | 秋元羊介                                                              | 大塚芳忠                                                                     |
| ロビー                   | サミュエル・L・ジャクソン                | 谷口節                                | 麦人                                                                  | 石塚運昇                                                                     |
| ジェフリー・ワトキンズ   | ヒュー・フレイザー                       | 有本欽隆                              | 千田光男                                                              | 仲野裕                                                                       |
| マーティ・カンター       | J・E・フリーマン                         | 若本規夫                              | 小島敏彦                                                              | 金尾哲夫                                                                     |
| オーエンス部長刑事       | アラン・アームストロング                 | 稲葉実                                | 村松康雄                                                              | 辻親八                                                                       |
| デニス・クーリー         | アレックス・ノートン                     | 神山卓三                              | 仲野裕                                                                | 後藤哲夫                                                                     |
| ジミー                   | ジョナサン・ライアン                     | 辻親八                                | 福田信昭                                                              | 宝亀克寿                                                                     |
| アシュレイ               | トーマス・ラッセル                       | 水野龍司                              | 伊藤和晃                                                              | 古田信幸                                                                     |
| ローズ                   | エレン・ギア                             | 久保田民絵                            | 島美弥子                                                              | 久保田民絵                                                                   |
| 弁護士                   | ケネス・W・キャラバン（クレジットなし）  | 柳沢紀男                              |                                                                       |                                                                              |
| 電気技師                 | トム・ワット                             | 伊藤和晃                              |                                                                       |                                                                              |
| 女性秘書                 | ブレンダ・クレメ（ブレンダ・ジェームズ） | 弘中くみ子                            |                                                                       |                                                                              |
| その他                   | N/A                                      | N/A                                   | 成田剣 平井美美 山賀教弘 幹本雄之 沢海陽子 伊井篤史 種田文子 松下亜紀 | 喜田あゆ美 星野充昭 呉林卓美 青山穣 小形満 高瀬右光 三浦智子 山門久美 吉田孝 |
| 日本語版スタッフ         |                                          |                                       |                                                                       |                                                                              |
| 翻訳                     | 翻訳                                     | 島伸三                                | 小川裕子                                                              | 平田勝茂                                                                     |
| 演出                     | 演出                                     | 小林守夫                              | 松川陸                                                                | 伊達康将                                                                     |
| 調整                     | 調整                                     | 荒井孝                                | 栗林秀年                                                              | 金谷和美                                                                     |
| 効果                     | 効果                                     | リレーション                          | 山本洋平                                                              | サウンドボックス                                                             |
| プロデューサー           | プロデューサー                           |                                       | 山形淳二                                                              | 清水祐美 圓井一夫                                                            |
| 制作                     | 制作                                     | 東北新社                              | 東北新社                                                              | 東北新社                                                                     |
| 初回放送                 | 初回放送                                 | 2015年12月11日 『午後のロードショー』 | 1996年4月6日 『ゴールデン洋画劇場』                                   | 1999年8月1日 『日曜洋画劇場』                                                |

## 製作
本来は『レッド・オクトーバーを追え!』でライアン役を演じたアレック・ボールドウィンが引き続き主演する予定だったが、舞台出演のため降板した。

## DVDリリース
日本では、1993年3月26日にVHSビデオ、2000年11月22日にDVD、2011年3月25日に「スペシャル・エディション」と題してBlu-ray Discが発売された。

## 作品の評価
Rotten Tomatoesによれば、批評家の一致した見解は「『パトリオット・ゲーム』は真実味の点では高く評価されることはないが、いくつかの面白いアクション・シーン、そして主演のハリソン・フォードは、その欠点を補って余りある。」であり、41件の評論のうち高評価は73%にあたる30件で、平均点は10点満点中6.3点となっている。
Metacriticによれば、23件の評論のうち、高評価は16件、賛否混在は6件、低評価は1件で、平均点は100点満点中64点となっている。